# Hilary Swank
Hilary Ann Swank (Lincoln (Nebraska), 30 juli 1974) is een Amerikaanse actrice. Ze won onder meer twee Academy Awards en twee Golden Globes.

## Biografie
Swank groeide op in een trailerpark en is van gemengde afkomst, waaronder Spaans-Mexicaanse, Indiaanse en West-Europese afkomst. Haar carrière begon met een kleine rol in de film Buffy the Vampire Slayer (1992) en een grotere rol in The Next Karate Kid (1994). Swank speelde ook in het achtste seizoen van de tienerserie Beverly Hills, 90210. Ze werd echter in het midden van het seizoen ontslagen omdat de producers haar niet goed genoeg vonden. (Bron: haar eigen verklaring in "Inside Actors Studio") Twee maanden daarna werd ze aangenomen voor de hoofdrol in de cultfilm Boys Don't Cry (1999). Met haar rol als transgender Brandon Teena in deze film won ze een Academy Award voor beste actrice, evenals met haar hoofdrol in de film Million Dollar Baby (2004). In 2020 speelde ze de hoofdrol in de Netflixserie Away, waar ze een astronaut vertolkte.
Op 8 januari 2007 kreeg Swank een ster op de Hollywood Walk of Fame. Ze was van 28 september 1997 tot 1 november 2007 getrouwd met de acteur Chad Lowe, het huwelijk werd ontbonden. Sinds 2018 is ze getrouwd met zakenman Philip Schneider. 
Op 5 oktober 2022 kondigde het stel aan in verwachting te zijn van een tweeling. Op 10 april 2023 beviel Swank van een dochter en een zoon.

## Filmografie
- 1990: ABC TGIF (televisieserie)
- 1991-1992: Evening Shade (televisieserie)
- 1992: Buffy the Vampire Slayer
- 1992: Camp Wilder (televisieserie)
- 1994: Cries Unheard: The Donna Yaklich Story (televisiefilm)
- 1994: The Next Karate Kid
- 1996: Kounterfeit
- 1996: Terror in the Family (televisiefilm)
- 1996: Sometimes They Come Back... Again
- 1997: Dying to Belong (televisiefilm)
- 1997: Leaving L.A. (televisieserie)
- 1997: The Sleepwalker Killing (televisiefilm)
- 1997: Quiet Days in Hollywood
- 1997-1998: Beverly Hills, 90210 (televisieserie)
- 1998: Heartwood
- 1999: Boys Don't Cry
- 2000: The Audition
- 2000: The Gift
- 2001: The Affair of the Necklace
- 2002: Insomnia
- 2002: The Space Between
- 2003: The Core
- 2003: 11:14 (ook als uitvoerend producent)
- 2004: Iron Jawed Angels (televisiefilm)
- 2004: Red Dust
- 2004: Million Dollar Baby
- 2006: The Black Dahlia
- 2007: Freedom Writers
- 2007: The Reaping
- 2007: P.S. I Love You
- 2008: Birds of America
- 2009: Amelia
- 2010: Conviction
- 2011: The Resident
- 2011: New Year's Eve
- 2014: The Homesman
- 2014: You're Not You
- 2017: Logan Lucky
- 2017: 55 Steps
- 2018: What They Had
- 2019: I Am Mother
- 2020: The Hunt
- 2020: Fatale
- 2023: The Good Mother
- 2024: Ordinary Angels